# Johngarthia malpilensis
Johngarthia malpilensis – gatunek dziesięcionoga z infrarzędu krabów i rodziny Gecarcinidae. Endemit kolumbijskiej wyspy Malpelo. Ubarwiony zwykle pomarańczowo lub różowo. Osiąga do 82,1 mm szerokości karapaksu i 180 g masy ciała.

## Taksonomia
Pojedynczy samiec tego gatunku był pierwszym krabem odłowionym w rejonie pacyficznego wybrzeża Kolumbii, a dokonano tego w marcu 1891, kiedy to wyspę odwiedził statek US „Albatross”. Gatunek opisany został w 1893 przez Waltera Faxona pod nazwą Gecarcinus malpilensis. W 1970 Michael Türkay umieścił go w podrodzaju Gecarcinus (Johngarthia), który obecnie stanowi osobny rodzaj. Przez kilku autorów gatunek ten traktowany był jako synonim J. planatus i ustalenie jego rangi taksonomicznej wymaga dalszych badań.

## Opis
Dorosłe samice osiągają do 65,6 mm szerokości karapaksu oraz 93,1 g masy ciała (przeciętnie 64,5 g), natomiast dorosłe samce do 82,1 mm szerokości karapaksu i 180 g masy ciała (przeciętnie 94 g). Ubarwienie ciała zmienia się w zależności od wieku osobnika i stanu wylinki. Ogólnie jest pomarańczowe do jasnoróżowego, ale duże okazy bywają różowe z jasnoniebieskozielonym podbarwieniem. Karapaks jest gładki, z wyraźną bruzdą szyjną, zatartą w przedniej ⅓ bruzdą środkową i niewyraźnie wykształconymi płatkami nad krawędzią czołową. Meropodit trzeciej pary szczękonóży ma płaską, niekiedy ledwo widoczną bruzdę na górnej krawędzi, co jest cechą odróżniającą od podobnego J. planatus. Pierwszą parę pereiopodiów (odnóży tułowiowych) cechują gładkie propodity, szorstkie daktylopodity i palce nieruchome oraz nieuzbrojone górne brzegi karpopoditów. Pary pereiopodiów od drugiej do piątej mają kolce na górnym brzegu karpopoditów oraz na krawędziach propoditów i daktylopoditów. Gonopodia pierwszej pary mają niewystające włoski nasadowe i otwór dystalny położony poza fałdką. Drugą parę gonopodiów cechują zamknięte rynienki.

## Ekologia i występowanie
Endemit kolumbijskiej wyspy Malpelo na Pacyfiku. Zasiedla prawie całą wyspę, z wyjątkiem rejonów bardzo stromych i klifów. Poszczególne osobniki wykazują się znaczną mobilnością, również poza sezonem rozrodczym. Krab lądowy. Nie umie pływać, ale potrafi kroczyć po dnie niewielkich zbiorników wody deszczowej na małe odległości, jak również odżywiać się zdrapując glony z zanurzonych w nich skał. Za schronienia służą mu szczeliny i przestrzenie między skałami, a w miejscach o głębszej glebie także wykopane przez siebie norki. Dorosłe osobniki aktywne są głównie od zmierzchu do wczesnego ranka. Ponadto na zwiększenie ich aktywności wpływa wzrost wilgotności powietrza, a na jej zmniejszenie wzrost temperatury.
Krab ten rozmnaża się przez większą część roku. Przed kopulacją samiec pociera samicę szczypcami. Następnie para zwraca się do siebie stronami brzusznymi, a samiec obejmuje karapaks samicy: najpierw szczypcami, a potem odnóżami krocznymi. W tej pozycji gonopodia samca wprowadzane są do otworów płciowych samicy. Podczas kopulacji samica pozostaje nieruchoma, zaś samiec pociera jej karapaks i pozostaje czujnym. W sąsiedztwie brzegu morskiego występuje między dużymi samcami i niosącymi już jaja samicami krótsza forma rozmnażania, pozbawiona zachowań przedkopulacyjnych. Zapłodnione samice uwalniają larwy do oceanu w trakcie maksimum przypływu w czasie nowiu oraz dniu przed i po nim.
Gatunek ten jest oportunistycznym wszystkożercą. W skład jego diety wchodzą głównie mikroskopijne glony, odchody i pióra ptasie, a w sezonie rozrodczym głuptaka galapagoskiego jaja, pisklęta i młode tego gatunku. Okazjonalnie żywi się też padliną, upolowanymi owadami i jaszczurkami, paprociami Pityrogramma dealbata czy młodymi własnego gatunku. Dwie endemiczne jaszczurki: Anolis agassizi i Diploglossus millepunctatus polują niekiedy na kraby, przy czym ta pierwsza tylko na osobniki młode. Ponadto kraby padają ofiarą niektórych ptaków wędrownych.
Populację dorosłych oszacowano na prawie 350 tysięcy, a młodocianych na 483 tysiące, jednak dokonano tego przez ekstrapolację uzyskanej gęstości populacji, która jest według autorów niedoszacowana wskutek trudności z liczeniem krabów o zmierzchu i ukrywaniem się młodych w szczelinach.